# جولیا ریتسی
جولیا ریتسی (ایتالیایی: Giulia Rizzi؛ زادهٔ ۲۰ ژوئن ۱۹۸۹) شمشیرباز زن اهل ایتالیا است.